# Thomas Strittmatter Drehbuchpreis
Der Thomas Strittmatter Drehbuchpreis, auch Thomas Strittmatter Preis, ist ein von der MFG Filmförderung Baden-Württemberg gestifteter Preis für Drehbuchautoren. 
Ziel ist die Förderung baden-württembergischer Autoren und die Stärkung des Bundeslands als Spielort großer Spielfilmstoffe und -produktionen. Der Preis ist derzeit mit 20.000 Euro dotiert und soll für die Entwicklung eines neuen Drehbuches verwendet werden, nominierte Teilnehmer erhalten zudem ein Preisgeld von 2.500 Euro. Die Verleihung findet im Umfeld der Berlinale statt.
Eingereicht werden können in deutscher Sprache verfasste, noch nicht verfilmte Drehbücher für abendfüllende Spielfilme. Ein Bezug zu Baden-Württemberg muss entweder durch den Wohnsitz des Autors oder den Handlungsort gegeben sein.
Die Auszeichnung wird seit 1998 ausgeschrieben. Bis 2007 trug sie den Namen Baden-Württembergischer Drehbuchpreis, bevor sie zu Ehren von Thomas Strittmatter umbenannt wurde.

## Preisträger
- 1999: Anne Wild und Stefan Dähnert für Was tun, wenn’s brennt?
- 2000: Maggie Peren für Kiss and Run
- 2001: Sabine Brodersen für  Bin ich sexy?
- 2002: Iain Dilthey und Silke Parzich für Das Verlangen
- 2003: Dirk Kummer für Stille Post
- 2004: Chris Kraus für Vier Minuten; Matthias Pacht und Alexander Buresch für Das wahre Leben
- 2005: Holger Karsten Schmidt für Der kleine Frieden im Großen Krieg
- 2006: Silke Steiner für Was man liebt
- 2007: Johanna Stuttmann für Nacht vor Augen
- 2008: Susanne Schneider für Es kommt der Tag; Beate Rygiert für Bronjas Erbe
- 2009: Oliver Kienle für Bis aufs Blut
- 2010: Nicole Armbruster für Festung
- 2011: Stefan Schaller für 5 Jahre Leben
- 2012: Michael Baumann und Sabine Westermaier für Habib Rhapsody
- 2013: Chris Kraus für Die Blumen von gestern
- 2014: Peter Evers für G'stätten
- 2015: Simon X. Rost für Die Abkratzer und  Inna Dietz für Und nichts um uns als Sterne
- 2016: Katinka Feistl für Irmas wildes Herz
- 2017: Nora Fingscheidt für Systemsprenger
- 2018: Gabriele Simon und Finn-Ole Heinrich für Räuberhände
- 2019: Oliver Kracht für Die Geschichte des Trümmermädchens Charlotte Schumann
- 2020: Daniel Nocke für Deine Flecken
- 2021: Elena von Saucken und Florian Cossen für Laura Dekker (AT)
- 2022: Chiara Fleischhacker für Vena[3]
- 2023: Mascha Schilinski und Louise Peter für In die Sonne schauen (Arbeitstitel: The Doctor says I’ll be allright, but I’m feelin blue)
- 2024: Schiar Simo für Himmelfahrt
- 2025: Johannes Naber für Wachen[4]